# Isarring
Der Isarring ist ein vierstreifiges Teilstück des Mittleren Rings, der Bundesstraße 2 R, in München. Er wurde im Jahre 1966 erbaut und wird täglich von 110.000 Autos befahren. Die Straße ist mit Ausnahme der Anwesen Nr. 9 und 11 (denkmalgeschützt) und einiger Häuser an einer Seitenfahrbahn westlich des Effnerplatzes unbebaut.

## Verlauf

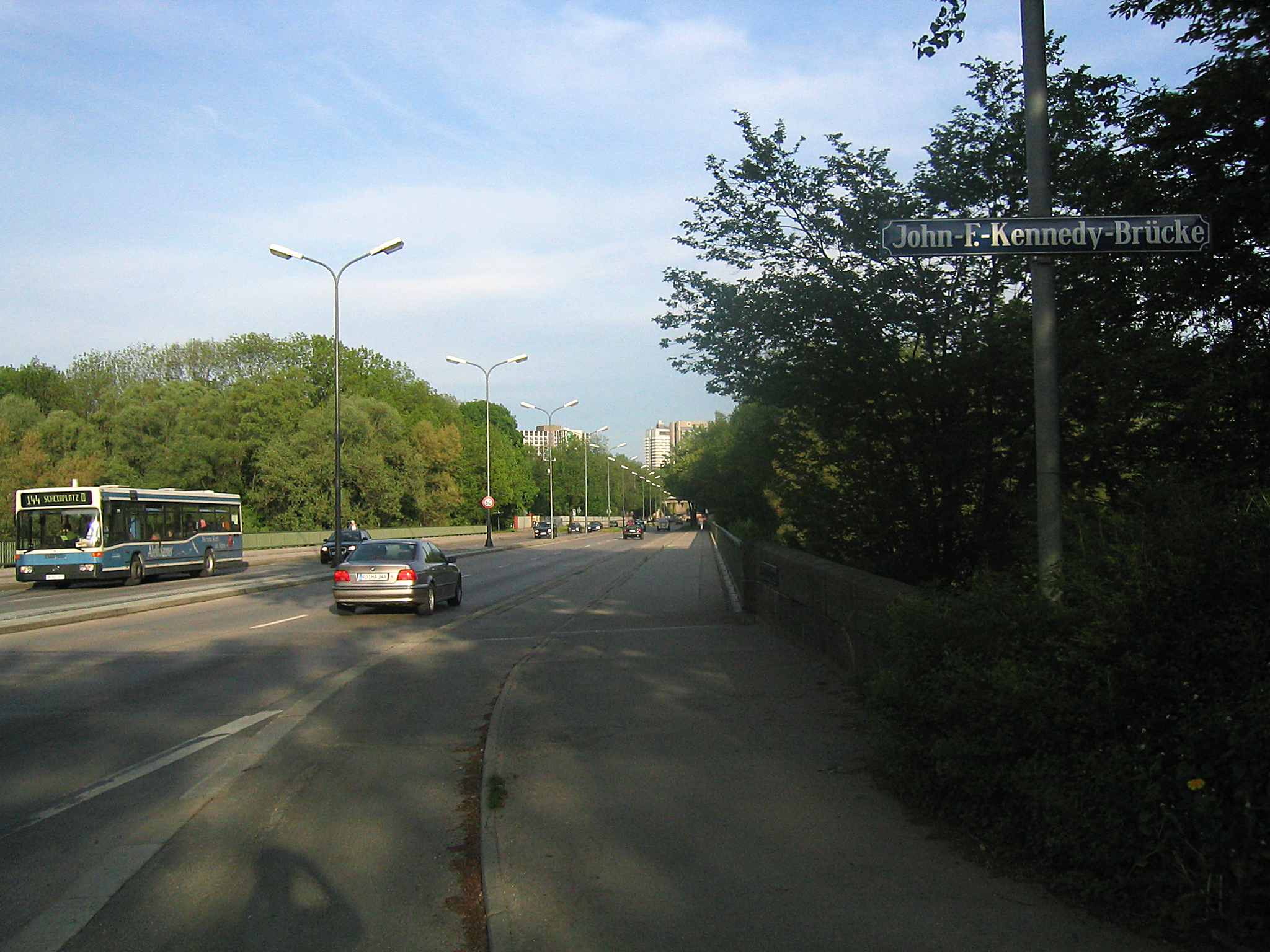
Die John-F.-Kennedy-Brücke, Blick Richtung Effnerplatz

Der Isarring schließt sich ab der Ausfahrt Ungererstraße an die Schenkendorfstraße an. Von dieser kreuzungsfreien Anschlussstelle an ist die Ungererstraße außerdem stadtauswärts als Bundesstraße 11 gewidmet. Zur stadtauswärtigen Seite liegt der Nordfriedhof; der Ring ist an dieser Stelle tiefergelegt. Nach einer Rechtskurve führt die Straße in den Biedersteiner Tunnel, dessen Name sich vom Schlösschen Biederstein ableitet, das aber bereits vor Jahrzehnten abgerissen wurde. An seiner Stelle befinden sich das Studentenwohnheim Biederstein und ein Altenwohnheim.
Nach dem Tunnel und einer Linkskurve führt der Ring durch den Englischen Garten. Rechts liegt der Kleinhesseloher See mit dem Restaurant Seehaus. Es folgt die Ausfahrt zum Tucherpark, danach überquert die Straße auf der John-F.-Kennedy-Brücke die Isar – daher der Name Isarring – und führt weiter in Richtung Effnerplatz mit der Skulptur Mae West.

## ÖPNV
Unmittelbar an der Anschlussstelle zur Ungererstraße liegt die U-Bahn-Station Nordfriedhof der Linie U6. Da dort die Schenkendorfstraße endet, sollte der Bahnhof ursprünglich Schenkendorfstraße heißen. Am Nordfriedhof besteht eine Direktverbindung zum Flughafen München mit dem Airportbus. Am Tunnelausgang stadteinwärts befindet sich die Bushaltestelle Osterwaldstraße mit direkter Verbindung zur Münchner Freiheit (Buslinie 59, Giesing Bf. Ackermannbogen).

## Baudenkmal
- Nr. 9/11 (ehemals Biederstein 7): Teile der ehemaligen Hesselberger Leder- und Treibriemenfabrik am Biederstein: Werkshalle, zweigeschossiger Backsteinbau mit Flachsatteldach, abgetrepptem Vorschussgiebel und traufseitigem Zwerchhaus mit Stufengiebel, von Alois Ansprenger, 1889/90; Verwaltungsgebäude, zweigeschossiger verputzter Walmdachbau in klassizierenden Heimatstilformen mit konvex ausschwingender Eingangsportikus, von F. Lebrecht und H. Goebel, 1917 (Denkmalliste D-1-62-000-11154), ab 1935 Lehrwerkstätte der Israelitischen Kultusgemeinde für junge Menschen[2][3], später Färberei Götz/Giulini[4], am Nymphenburg-Biedersteiner Kanal beim abgegangenen Schloss Biederstein.[5] Das Baudenkmal ist gefährdet. Es bestehen Pläne für eine Überbauung mit einem Hochhaus.[6]

## Initiative M-ein Englischer Garten
Der Isarring zerschneidet den Englischen Garten in einen Südteil und einen Nordteil. Die Initiative M-ein Englischer Garten möchte den Isarring daher auf 380 Metern in einen Tunnel verlegen, um so die Nord- und Südhälfte des Englischen Gartens wieder miteinander zu vereinigen. Damit soll die historische Form des Englischen Gartens wiederhergestellt werden, wie sie vor dem Bau des Isarrings gegeben war. Der Englische Garten wäre dann wieder ein durchgehender Stadtpark mit 5 km Länge in seiner Nord-Süd-Ausdehnung. Am 28. Juni 2017 beschloss der Münchner Stadtrat einstimmig das Projekt.